# Paul Wong
Paul Wong Koon Chung (n. 31 de marzo de 1964) es un cantante, músico y compositor hongkonés. Fue guitarrista de una banda musical llamada Beyond, a partir de 1999 se dio a conocer como solista.

## Carrera
Durante su infancia Wong desarrolló un gran interés por el dibujo y logró convertirse en un diseñador gráfico. Mientras estudiaba diseño gráfico en la Universidad Politécnica de Hong Kong, conoció allá al baterista Yip Sai Wing, para convirtiéndose a partir desde entonces el guitarrista principal de la banda Beyond. Desde que Wong trabajó para una empresa de publicidad, también contribuyó para la banda. Para su banda, compuso temas musicales y además contribuyó en algunas de las pistas musicales de la banda, con temas musicales como "The Midnight Vagrants" y "Big Land" en 1988. El 30 de junio de 1993, su vocalista anterior, Wong Ka Kui, falleció por desgracia debido a un ensayo en un programa de juegos en Japón, Paul Wong y el bajista Wong Ka Keung de la banda, tomaron su lugar y continuaron sus grabaciones bajo el nombre de la banda.
Después de la disolución de la banda en el 2005, Paul Wong pasó a trabajar con su nueva banda llamada Hann.
El 18 de octubre de 2006, Paul ofreció su segundo concierto en solitario en el Coliseo de Hong Kong y lanzó su sexto álbum en solitario, el 17 de noviembre de 2006.
Desde 1998 Paul ha salido con la actriz Athena Chu. Se casaron en el 2012 y tiene una hija.

## Discografía
- Yellow Paul Wong (2001)
- Black and White (2001) (Part 1; originally a double album)
- Common Root (EP) (2002) (Part 2; originally a double album)
- Play It Loud (2002)
- Existence (2004)
- 903 id Club Sammy and Kitty Musical – Akapi Shooting Incident (2005)
- Madman's Work (2006) (EP)
- Existence (2007) (Mandarin version of the 2004 album)
- Let's Fight! (2008) (multi-bands festival; compilation/live & 1 new studio song)
- Concerto in A minor (2011)
- Paul Wong Collection (2013)

### Crédito de obras
| Año  | Single                        | Artista                           | Crédito                                |
| ---- | ----------------------------- | --------------------------------- | -------------------------------------- |
| 1998 | "Just Say Gooy-Bye"           | Karen Mok                         | Composer                               |
| 1999 | "Nuts"                        | Jordan Chan                       | Composer                               |
| 1999 | "Don't Let Me Drink Too Much" | Andy Hui                          | Composer                               |
| 1999 | "I Can't"                     | Andy Hui                          | Composer                               |
| 1999 | "On My God"                   | Karen Mok                         | Composer                               |
| 2000 | "A Black Tie"                 | Daniel Chan                       | Composer, arranger                     |
| 2000 | "Drive"                       | Kang Jingchun                     | Composer                               |
| 2000 | "Everyone Is Mad"             | Nicholas Tse                      | Composer, arranger                     |
| 2001 | "Good Dog"                    | Jan Lamb                          | Composer, arranger                     |
| 2002 | "Beauty Wins Heaven"          | Wong He                           | Composer                               |
| 2002 | "Rainy Days"                  | Athena Chu                        | Composer, producer                     |
| 2002 | "Dance Up"                    | Athena Chu                        | Composer, arranger, producer           |
| 2002 | "New Colourful World"         | Johnny Tseng                      | Composer                               |
| 2002 | "We Can Change"               | Wong Ka Ming                      | Composer, arranger                     |
| 2003 | "Schisms" (隔夜仇)            | Hacken Lee                        | Composer, producer                     |
| 2003 | "Saturday Night"              | Andy Hui                          | Composer                               |
| 2004 | "Love May Be a Few"           | Ella Koon                         | Composer, producer                     |
| 2004 | "Great/ Understand"           | Andy Hui                          | Composer                               |
| 2004 | "Marlon Brando"               | Andy Lau                          | Composer                               |
| 2004 | "Your Majesty"                | Jordan Chan                       | Composer                               |
| 2004 | "Don't Mess with Me"          | Athena Chu                        | Composer, producer                     |
| 2004 | "Ah-oh"                       | Athena Chu                        | Composer, producer                     |
| 2004 | "Spell"                       | Athena Chu                        | Composer, producer                     |
| 2004 | "I Win"                       | Athena Chu                        | Composer, producer                     |
| 2004 | "Distressed Queen"            | Gigi Leung                        | Composer, arranger, producer           |
| 2006 | "Good Brothers"               | Softhard                          | Composer, arranger, producer           |
| 2008 | "Rock Wife/ Qualified Wife"   | Josie Ho                          | Composer, arranger, producer           |
| 2008 | "Poisoned Scorpio"            | Josie Ho                          | Composer, arranger                     |
| 2008 | "Not a Doll"                  | Elanne Kwong                      | Composer, producer                     |
| 2008 | "Starting Off"                | Liu Xuan                          | Composer, lyricist, arranger, producer |
| 2008 | "Inflatable Doll"             | Shino Lin                         | Composer                               |
| 2008 | "Go Go Dragon"                | Jan Lamb                          | Composer, producer                     |
| 2009 | "Without Plastic"             | Keeva Mak                         | Composer, arranger                     |
| 2009 | "Hong Kong Hong Kong"         | Alan Tam                          | Composer, arranger, producer           |
| 2009 | "Past without Future"         | Alan Tam                          | Composer, arranger, producer           |
| 2009 | "Poor"                        | Jan Lamb                          | Composer, arranger, producer           |
| 2011 | "The Previous Ignorance"      | Bowie Lam, Moses Chan, Kenny Wong | Composer, producer                     |

## Filmografía
- The Fun, the Luck, and the Tycoon (1990)
- Happy Ghost 4 (1990)
- Beyond's Diary (1991)
- Daddy, Father and Papa (1991)
- Love and Let Love! (1998)
- The Boss Up There (1999)
- Sleeping with the Dead (2002)
- Escape from Hong Kong Island (2004)
- The Heavenly Kings (2006)
- Wonderful Times (2006)
- Rebellion (2009)
- Young and Dangerous: Reloaded (2013)
- The Way We Dance (2013)